# Scott-Topologie
Die Scott-Topologie, benannt nach Dana Scott, ist eine Topologie, die sich aus der Halbordnung auf einer halbgeordneten Menge ergibt. Sie spielt unter anderem in der theoretischen Informatik eine Rolle.

## Definition
Es sei {\displaystyle (A,\sqsubseteq )} eine Menge mit Halbordnung.
Eine Teilmenge {\displaystyle U\subseteq A} heißt Scott-abgeschlossen, falls
- {\displaystyle U} bezüglich {\displaystyle \sqsubseteq } eine Unterhalbmenge ist, das heißt mit jedem Element auch jedes bzgl. der Halbordnung kleinere enthält, und
- für alle gerichteten {\displaystyle M\subseteq U}, die in {\displaystyle (A,\sqsubseteq )} ein Supremum {\displaystyle \bigsqcup M} haben, ist {\displaystyle \bigsqcup M\in U}.

Die so definierten Scott-abgeschlossenen Mengen sind genau die abgeschlossenen Mengen der Scott-Topologie auf {\displaystyle (A,\sqsubseteq )}.

## Eigenschaften
Im Folgenden seien {\displaystyle (A,\sqsubseteq _{A})} und {\displaystyle (B,\sqsubseteq _{B})} halbgeordnete Mengen, und sie seien mit der jeweiligen Scott-Topologie ausgestattet.
- Ist {\displaystyle f\colon A\to B} eine stetige Abbildung, so ist {\displaystyle f} monoton.
- Eine Abbildung {\displaystyle f\colon A\to B} ist genau dann stetig, wenn {\displaystyle f} gerichtete Suprema erhält, d. h. für alle gerichteten {\displaystyle M\subseteq A} mit Supremum {\displaystyle \bigsqcup M} ist {\displaystyle \bigsqcup (f(M))=f(\bigsqcup M)}.